# Noite Vazia
Noite Vazia é um filme brasileiro de 1964, do gênero drama, um dos mais conhecidos do cineasta Walter Hugo Khouri com trilha sonora de Rogério Duprat executada por Zimbo Trio. Em novembro de 2015 o filme entrou na lista feita pela Associação Brasileira de Críticos de Cinema (Abraccine) dos 100 melhores filmes brasileiros de todos os tempos.

## Sinopse
Em São Paulo, dois amigos (um deles casado e de família rica) tomam duas prostitutas para uma noite de busca de prazeres diferentes. Mas a experiência acaba por ser frustrante para todos os envolvidos, pela amargura em suas conversas e atitudes que revelam angústias e sentimentos mais profundos, além do vazio de suas vidas.

## Elenco
- Norma Bengell.... Mara
- Odete Lara.... Cristina
- Mário Benvenutti.... Luisinho
- Gabriele Tinti.... Nelson
- Lisa Negri.... amante de Nelson
- Marisa Woodward
- Anita Kennedy
- Ricardo Rivas
- Célia Watanabe
- Wilfred Khouri
- Júlia Kovach
- David Cardoso (creditado como Darcy Cardoso)
- Laura Maria
- The Rebels
- Manoel Dias

## Prêmios e indicações
- Concorreu à Palma de Ouro do Festival de Cannes, na França, em 1965.